# Erling Lindberg
Erling Lindberg (4 marzo 1903 – 29 maggio 1968) è stato un calciatore norvegese, di ruolo difensore.

## Carriera

### Club
Lindberg giocò con la maglia dello Sarpsborg.

### Nazionale
Conta una presenza per la Norvegia. Il 29 settembre 1929, infatti, fu schierato in campo nella sfida vinta per 2-1 contro la Svezia.

## Palmarès

### Club

#### Competizioni nazionali
- Coppa di Norvegia: 1

Sarpsborg: 1929